# Jocelyne Khoueiry
Jocelyne Khoueiry (àrab: جوسلين خويري)  (Beirut, 15 d'agost de 1955 - Biblos, 31 de juliol de 2020) fou una combatent de la guerra de Líban.

## Biografia
Cristiana maronita, durant la guerra civil libanesa va militar a les Falanges Libaneses, una milícia d'extrema dreta que lluitava contra els combatents palestins de l'OAP. La imatge de Khoueiry va esdevenir objecte d'atenció mediàtica mundial arran de la seva participació en una acció el 6 de maig del 1976 a la plaça dels màrtirs, al cor de Beirut, contra combatents palestins. En aquesta acció, juntament amb sis dones més de la seva edat, Khoueiry va provocar la retirada de la facció contrària, força més nombrosa, després que ella mateixa n'executés el cap. El combat va durar un total de sis hores. Posteriorment, Khoueiry va arribar a tenir fins a mil combatents a les seves ordres. Els efectius de les militants de la Falange van assolir les 1.500 dones l'any 1983. Khoueiry va lliurar les armes el 1986.
Segons algunes visions, al final de la guerra civil libanesa, Khoueiry va fer una transició des del cristianisme identitari a una fe moderada. La pel·lícula L'assassina (1988), de la cineasta libanesa Jocelyne Saab i difosa per Canal Plus França, mira de reflectir aquest procés.
Khoueiry fou fundadora de les associacions "La libanesa 31 de maig"; "Sí a la Vida" (1995), i d'un centre Joan Pau II (2000). Era membre de la comissió episcopal per a la família i la vida de l'Assemblea dels patriarques i bisbes catòlics del Líban. L'any 2012 va participar al sínode sobre l'Orient mitjà, i el 2014, al Sínode dels bisbes sobre els reptes pastorals de la família al context de l'evangelització. També va ser nomenada al Consell Pontifici per als Laics.